# Trứng ốc

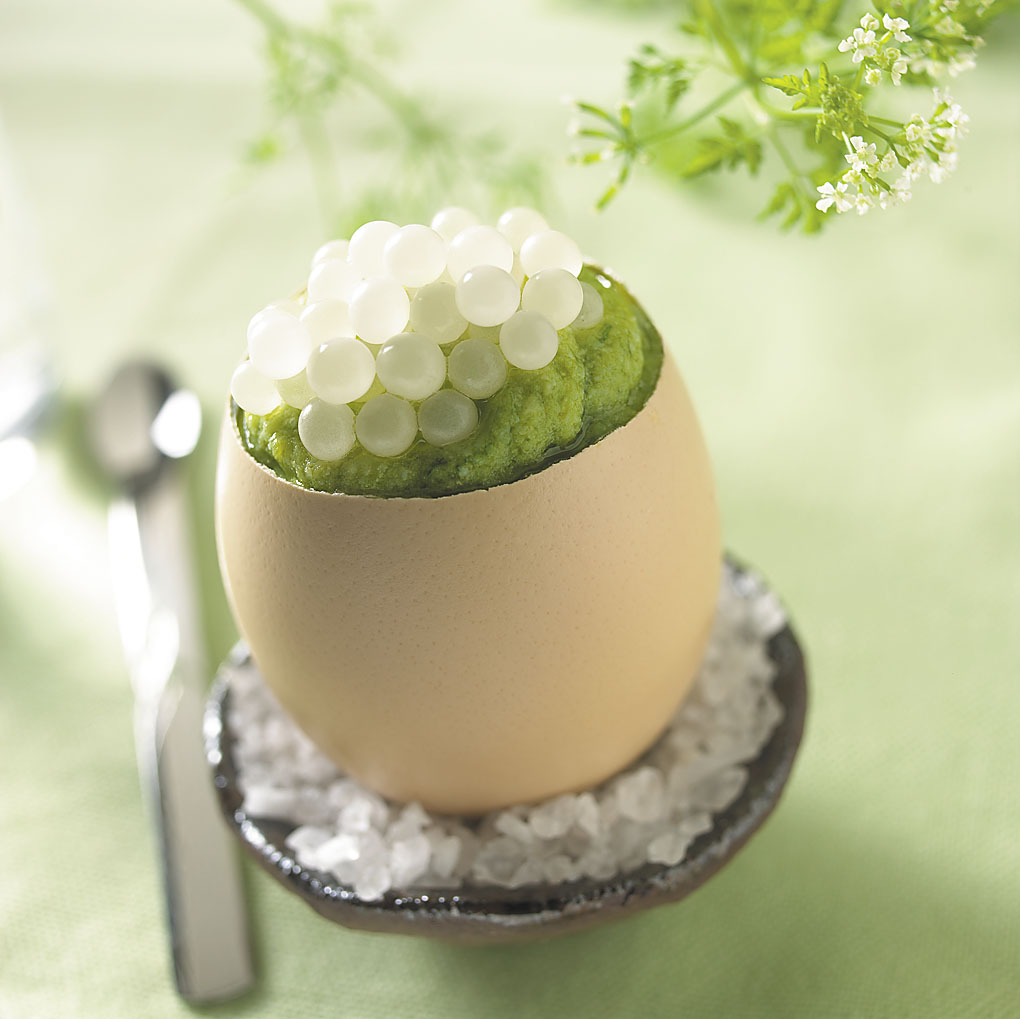
Trứng ốc sên trên món ăn

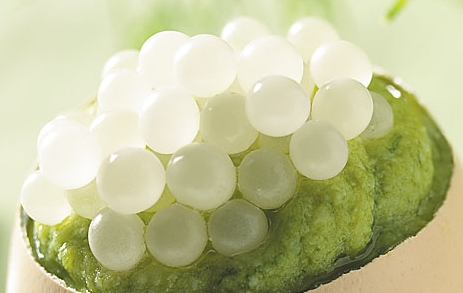
Trứng ốc sên

Trứng ốc sên (caviar d'escargots) là một loại thực phẩm, một loại trứng bao gồm trứng ốc sên tươi hoặc chế biến.
Trong trạng thái tự nhiên, những quả trứng không màu. Sau khi chế biến, trứng có thể có màu kem, hồng nhạt, trắng, hoặc màu trắng, với những quả trứng thường có đường kính 3–4 mm. Một số trứng ốc có thể có đường kính 3–6 mm. Một số trang trại ốc thương mại sản xuất escargot bao gồm việc sản xuất trứng ốc sên. Trong tháng 9 năm 2014, giá bán lẻ của một thương hiệu ốc trứng cá là hơn € 150 cho một hộp 50 gram.

## Đặc điểm
Trứng ốc nguyên liệu có một lớp vỏ bóng bẩy mà là mỏng manh dễ vỡ. Đôi khi người ta tiệt trùng để bảo quản. Tuy nhiên, các trứng ốc đã được tiệt trùng được mô tả là có làm giảm sút hương vị của món ăn.
Một số phương pháp bảo quản trứng ốc sên bằng cách chế biến và đóng lọ mà không cần sử dụng các biện pháp thanh trùng, sử dụng nước muối như một chất bảo quản. Một số nhà sản xuất sử dụng một hương vị nước muối để thêm hương vị cho sản phẩm.